# Grande Prêmio da China de 2004
Resultados do Grande Prêmio da China de Fórmula 1 realizado em Xangai em 26 de setembro de 2004. Décima sexta etapa da temporada, foi vencido pelo brasileiro Rubens Barrichello, que subiu ao pódio com Jenson Button, da BAR-Honda, e também Kimi Räikkönen, da McLaren-Mercedes.

## Resumo
- Michael Schumacher largou do pit lane.
- Jacques Villeneuve retornou a Fórmula 1 pela equipe Renault, em substituição a Jarno Trulli.[3][4]
- Ralf Schumacher retorna a equipe Williams, após seis corridas. Ele havia sofrido um acidente no Grande Prêmio dos Estados Unidos de 2004, que resultou em contusões e duas pequenas fraturas na coluna.[5]
- Timo Glock ocupou a vaga deixada, depois do GP da Itália, por Giorgio Pantano na equipe Jordan.[6]
- Última vitória de Rubens Barrichello pela Ferrari.
- Única corrida na temporada que Michael Schumacher terminou fora da zona de pontuação.

## Pilotos de sexta-feira
| Construtor       | Nº | Piloto           |
| ---------------- | -- | ---------------- |
| BAR-Honda        | 35 | Anthony Davidson |
| Sauber-Petronas  |    | n/d              |
| Jaguar-Cosworth  | 37 | Björn Wirdheim   |
| Toyota           | 38 | Ryan Briscoe     |
| Jordan-Ford      | 39 | Robert Doornbos  |
| Minardi-Cosworth | 40 | Bas Leinders     |

## Classificação

### Treinos oficiais
| Pos.   | Nº | Piloto               | Equipe           | Tempo     | Dif.    | Grid |
| ------ | -- | -------------------- | ---------------- | --------- | ------- | ---- |
| 1      | 2  | Rubens Barrichello   | Ferrari          | 1:34.012  | —       | 1    |
| 2      | 6  | Kimi Räikkönen       | McLaren-Mercedes | 1:34.178  | + 0.166 | 2    |
| 3      | 9  | Jenson Button        | BAR-Honda        | 1:34.295  | + 0.283 | 3    |
| 4      | 12 | Felipe Massa         | Sauber-Petronas  | 1:34.759  | + 0.747 | 4    |
| 5      | 4  | Ralf Schumacher      | Williams-BMW     | 1:34.891  | + 0.879 | 5    |
| 6      | 8  | Fernando Alonso      | Renault          | 1:34.917  | + 0.905 | 6    |
| 7      | 11 | Giancarlo Fisichella | Sauber-Petronas  | 1:34.951  | + 0.939 | 7    |
| 8      | 17 | Olivier Panis        | Toyota           | 1:34.975  | + 0.963 | 8    |
| 9      | 10 | Takuma Sato          | BAR-Honda        | 1:34.993  | + 0.981 | 181  |
| 10     | 5  | David Coulthard      | McLaren-Mercedes | 1:35.029  | + 1.017 | 9    |
| 11     | 3  | Juan Pablo Montoya   | Williams-BMW     | 1:35.245  | + 1.233 | 10   |
| 12     | 14 | Mark Webber          | Jaguar-Cosworth  | 1:35.286  | + 1.274 | 11   |
| 13     | 7  | Jacques Villeneuve   | Renault          | 1:35.384  | + 1.372 | 12   |
| 14     | 16 | Ricardo Zonta        | Toyota           | 1:35.410  | + 1.398 | 13   |
| 15     | 18 | Nick Heidfeld        | Jordan-Ford      | 1:36.507  | + 2.495 | 14   |
| 16     | 15 | Christian Klien      | Jaguar-Cosworth  | 1:36.535  | + 2.523 | 15   |
| 17     | 19 | Timo Glock           | Jordan-Ford      | 1:37.140  | + 3.128 | 16   |
| 18     | 20 | Zsolt Baumgartner    | Minardi-Cosworth | 1:40.240  | + 6.228 | 191  |
| 19     | 21 | Gianmaria Bruni      | Minardi-Cosworth | sem tempo |         | 17   |
| 20     | 1  | Michael Schumacher   | Ferrari          | sem tempo |         | 20   |
| Fonte: |    |                      |                  |           |         |      |

- Nota 1:  Takuma Sato e Zsolt Baumgartner foram punidos com a perda de dez posições por trocarem o motor.

### Corrida
| Pos.   | Nº | Piloto               | Construtor       | Voltas | Tempo/Diferença | Grid | Pontos |
| ------ | -- | -------------------- | ---------------- | ------ | --------------- | ---- | ------ |
| 1      | 2  | Rubens Barrichello   | Ferrari          | 56     | 1:29:12.420     | 1    | 10     |
| 2      | 9  | Jenson Button        | BAR-Honda        | 56     | + 1.035         | 3    | 8      |
| 3      | 6  | Kimi Räikkönen       | McLaren-Mercedes | 56     | + 1.469         | 2    | 6      |
| 4      | 8  | Fernando Alonso      | Renault          | 56     | + 32.510        | 6    | 5      |
| 5      | 3  | Juan Pablo Montoya   | Williams-BMW     | 56     | + 45.193        | 10   | 4      |
| 6      | 10 | Takuma Sato          | BAR-Honda        | 56     | + 54.791        | 18   | 3      |
| 7      | 11 | Giancarlo Fisichella | Sauber-Petronas  | 56     | + 1:05.454      | 7    | 2      |
| 8      | 12 | Felipe Massa         | Sauber-Petronas  | 56     | + 1:20.080      | 4    | 1      |
| 9      | 5  | David Coulthard      | McLaren-Mercedes | 56     | + 1:20.619      | 9    |        |
| 10     | 14 | Mark Webber          | Jaguar-Cosworth  | 55     | + 1 volta       | 11   |        |
| 11     | 7  | Jacques Villeneuve   | Renault          | 55     | + 1 volta       | 12   |        |
| 12     | 1  | Michael Schumacher   | Ferrari          | 55     | + 1 volta       | 20   |        |
| 13     | 18 | Nick Heidfeld        | Jordan-Ford      | 55     | + 1 volta       | 14   |        |
| 14     | 17 | Olivier Panis        | Toyota           | 55     | + 1 volta       | 8    |        |
| 15     | 19 | Timo Glock           | Jordan-Ford      | 55     | + 1 volta       | 16   |        |
| 16     | 21 | Zsolt Baumgartner    | Minardi-Cosworth | 53     | + 3 voltas      | 19   |        |
| Ret    | 20 | Gianmaria Bruni      | Minardi-Cosworth | 38     | Roda perdida    | 17   |        |
| Ret    | 4  | Ralf Schumacher      | Williams-BMW     | 37     | Colisão         | 5    |        |
| Ret    | 16 | Ricardo Zonta        | Toyota           | 35     | Transmissão     | 13   |        |
| Ret    | 15 | Christian Klien      | Jaguar-Cosworth  | 11     | Colisão         | 15   |        |
| Fonte: |    |                      |                  |        |                 |      |        |

## Tabela do campeonato após a corrida
| Pos.   | Piloto             | Pontos |
| ------ | ------------------ | ------ |
| 1      | Michael Schumacher | 136    |
| 2      | Rubens Barrichello | 108    |
| 3      | Jenson Button      | 79     |
| 4      | Fernando Alonso    | 50     |
| 5      | Jarno Trulli       | 46     |
| Fonte: |                    |        |

| Pos.   | Equipe           | Pontos |
| ------ | ---------------- | ------ |
| 1      | Ferrari          | 244    |
| 2      | BAR-Honda        | 105    |
| 3      | Renault          | 96     |
| 4      | Williams-BMW     | 64     |
| 5      | McLaren-Mercedes | 58     |
| Fonte: |                  |        |

- Nota: Somente as primeiras cinco posições estão listadas e os campeões da temporada surgem grafados em negrito.